# Eunicella verrucosa
La gorgonia verrucosa (Eunicella verrucosa (Pallas, 1766)) è un ottocorallo della famiglia Gorgoniidae che cresce su fondali rocciosi solitamente tra i 20 e i 200 metri.

## Descrizione
Colonia arborescente di colore bianco candido, con ramificazioni ampie e superficie verrucosa, fino a 50 centimetri di altezza. I polipi sono molto vicini.

## Distribuzione
È una specie tipica del Mar Mediterraneo ove popola i fondali rocciosi a partire dai 20 metri e fino ai 200 di profondità. Rara.